# Liste des musées de Macao
Ce qui suit est une liste incomplète des musées de Macao.

## Liste
| Nom                                                                               | Image | Date d'ouverture | Localisation            |
| --------------------------------------------------------------------------------- | ----- | ---------------- | ----------------------- |
| Musée maritime (en)                                                               |       | 24 juin 1990     | São Lourenço            |
| Musée du Grand Prix (en)                                                          |       | 18 novembre 1993 | Sé                      |
| Musée du vin de Macao (en)                                                        |       | 25 décembre 1995 | Sé                      |
| Musée d'Art Sacré et Crypte (en)                                                  |       | 23 octobre 1996  | Santo António           |
| Musée naturel et agraire (en)                                                     |       | 21 mars 1997     | Coloane                 |
| Musée commémoratif Lin Zexu (en)                                                  |       | Novembre 1997    | Nossa Senhora de Fátima |
| Musée de Macao                                                                    |       | 18 avril 1998    | Santo António           |
| Musée d'Art de Macao                                                              |       | 19 mars 1999     | Sé                      |
| Maisons-musée de Taipa (en)                                                       |       | 5 décembre 1999  | Taipa                   |
| Musée des pompiers (en)                                                           |       | 11 décembre 1999 | Santo António           |
| Exposition patrimoniale d'une entreprise traditionnelle de prêteur sur gages (en) |       | 21 mars 2003     | Sé                      |
| Musée des cadeaux de la rétrocession de Macao (en)                                |       | 30 décembre 2004 | Sé                      |
| Maison de la culture du thé (en)                                                  |       | 1er juin 2005    | São Lázaro              |
| Musée des Communications (en)                                                     |       | 1er mars 2006    | Nossa Senhora de Fátima |
| Musée d'histoire de Taipa et Coloane (en)                                         |       | 7 mai 2006       | Taipa                   |
| Centre des sciences                                                               |       | 25 janvier 2010  | Sé                      |